# Marcelle Mersereau
Pour les articles homonymes, voir Mersereau.
Marcelle Mersereau est une femme politique canadienne. Elle est née le 14 février 1942 à Pointe-Verte, au Nouveau-Brunswick. Elle est députée de Bathurst à l'Assemblée législative du Nouveau-Brunswick de 1991 à 1999 en tant que libéral. Elle est aussi ministre des Municipalités, de la Culture et de l'Habitation de 1991 à 1994, vice-premier ministre et ministre de l'Environnement de 1994 à 1995, ministre responsable de la condition de la femme de 1994 à 1999, ministre du Développement des Ressources Humaines de 1995 à 1998.